# Hemirrhagus reddelli
Hemirrhagus reddelli är en spindelart som först beskrevs av Willis J. Gertsch 1973.  Hemirrhagus reddelli ingår i släktet Hemirrhagus och familjen fågelspindlar. Inga underarter finns listade i Catalogue of Life.